# Bereście (Ukraina)
Bereście (ukr. Берестя) – wieś na Ukrainie, w obwodzie rówieńskim, w rejonie sarneńskim, w hromadzie Dąbrowica. W 2019 liczyła 2452 mieszkańców.
W okresie międzywojennym wieś znajdowała się w granicach II RP, wchodząc w skład gminy Dąbrowica w powiecie sarneńskim, w województwie wołyńskim.